# Station Czepino
Station Czepino is een spoorwegstation in de Poolse plaats Czepino.